# (6941) Dalgarno
(6941) Dalgarno ist ein Asteroid des Hauptgürtels, der am 16. Dezember 1976 von einem Astronomenteam am Harvard-College-Observatorium (IAU-Code 802) in Cambridge im Bundesstaat Massachusetts entdeckt wurde.
Der Asteroid wurde am 8. August 1998 anlässlich seines 70. Geburtstags nach dem britischen Physiker und Astrophysiker Alexander Dalgarno (1928–2015) benannt, der atomare, molekulare, chemische und dynamische Prozesse in der Astrophysik und der Aeronomie untersuchte und wichtige Beiträge zur Physik des interstellaren Mediums leistete.